# Distretto di Čong-Alaj
Il distretto di Čong-Alaj (in kirghiso Чоң-алай району?, Çoŋ-alay rayonu) è un distretto (raion) del Kirghizistan con  capoluogo Daroot-Korgon.